# Psylliodes teresae
Psylliodes teresae es una especie de insecto coleóptero de la familia Chrysomelidae. Fue descrita en 1996 por Biondi.